# Sergei Babayan
Sergei Babayan   (Gyumri, 1 de gener de 1961) és un pianista armeni-americà. Descrit per Le Devoir com un «geni», Babayan va guanyar molts concursos internacionals, incloent el Concurs Internacional de Piano Robert Casadesus el 1989 i el Concurs Internacional de Piano Hamamatsu el 1991. Apareix com a solista amb orquestres destacades, incloent l'Orquestra de Cleveland, Gewandhausorchester, Orquestra Simfònica de Londres, Bamberger Symphoniker, i l'Orquestra de Teatre Mariinski, sota directors com Valery Gergiev, Iuri Temirkànov, Tugan Sokhiev, Neeme Järvi, Rafael Payare, i David Robertson.

## Biografia
Babayan va néixer a Gyumri, Armènia, i va començar els seus estudis musicals als sis anys amb Luiza Markaryan, i després va ser ensenyat pel pianista Georgy Saradjev, representant principal de l'escola de Sant Petersburg i antic alumne de Vladímir Sofronitski. Posteriorment va estudiar amb Lev Naumow, Vera Gornostàieva i Mikhaïl Pletnev al Conservatori de Moscou.
El 1989 va viatjar als Estats Units. Aquell mateix any va guanyar el primer premi al Concurs Internacional de Piano Robert Casadesus. Després de guanyar el primer premi en el concurs internacional de piano de Palm Beach i el primer premi en el concurs internacional de piano Hamamatsu, Babayan va guanyar el primer premi en el concurs internacional de piano escocès de Glasgow el 1992 i el tercer premi en el concurs internacional de piano de Busoni.
La seva programació abasta una àmplia gamma de repertori, inclosos sovint compositors barrocs i clàssics com Johann Sebastian Bach, Jean-Philippe Rameau, Domenico Scarlatti, Wolfgang Amadeus Mozart i Ludwig van Beethoven, compositors romàntics com Serguei Rakhmàninov i obres modernes de compositors com Witold Lutosławski, György Ligeti, Vladímir Riabov i Arvo Pärt. És especialment reconegut per les seves interpretacions destacades de Johann Sebastian Bach. Sovint apareix com a solista amb orquestres com Gewandhausorchester, la Filharmònica de Rotterdam, l'Orquestra Nacional de Bèlgica, l'Orquestra de Cleveland, la NDR Elbphilharmonie Orchester i la Filharmònica Estatal Txeca. Babayan ha actuat al Carnegie Hall, al Wigmore Hall, al Théâtre des Champs-Elyseés, al Konzerthaus Berlin i al Prinzregententheater de Múnic, va aparèixer al Salzburger Festspiele, al Festival Verbier i al Festival International de Piano de La Roque d'Anthéron.
Babayan ha col·laborat amb directors com Valery Gergiev, Iuri Temirkànov, Neeme Järvi, David Robertson, Rafael Payare, Gábor Takács-Nagy, Nikolaj Znaider i Tugan Sokhiev. Ha enregistrat amb "Deutsche Grammophon", el segell "Connoisseur Society", "Discover Records" i "Pro Piano Records".
Babayan també és artista en residència al "Cleveland Institute of Music". Entre els seus estudiants s'inclouen les pianistes Grace Fong, ara Directora d'Estudis de Teclat al Conservatori de Música de la Universitat Chapman; Ching-Yun Hu, guanyador del Concurs Arthur Rubinstein del 2008; Stanislav Khristenko, guanyador del Concurs Internacional de Piano de Cleveland i guanyador del quart premi del Concurs Queen Elisabeth de 2013, i Daniïl Trífonov, guanyador del Tercer Premi del Concurs Internacional de Piano Chopin del 2010, guanyador del Primer Premi del Concurs Arthur Rubinstein del 2011 i guanyador del Primer Premi del Concurs Txaikovski 2011. Des del 2013 Babayan també és membre de la facultat de la "Juilliard School".
El 2015, Babayan va interpretar dos concerts de Prokofiev a la "BBC Proms" amb Valery Gergiev i la London Symphony Orchestra. El novembre de 2019, Sergei Babayan va ser artista comissari del "Konzerthaus Dortmund", on va presentar un festival d'actuacions amb amics musicals propers, inclosos Martha Argerich, Daniil Trifonov, Mischa Maisky, Sergey Khachatryan i Valery Gergiev i l'Orquestra Mariinsky.
El juliol de 2018, Babayan va signar un contracte de gravació exclusiu amb "Deutsche Grammophon". El primer àlbum de Babayan per a "Deutsche Grammophon" es va publicar el març de 2018, Prokofiev for Two, per al qual va formar una parella amb Martha Argerich, comprèn les transcripcions de Babayan per a piano a quatre mans dels moviments de Romeo i Julieta de Prokofiev i altres obres.